# Тайметов, Абдусамат Тайметович
Абдусамат Тайметович Тайметов (9 января 1909, село Чернак, Чимкентского уезда Сырдарьинской области, Российская империя — 8 июля 1981, Ташкент) — советский лётчик военно-транспортной и гражданской авиации, первый лётчик — узбек по национальности.

## Биография

### Туркестан
Родился в семье бедного батрака Таймета в 1909 году в кишлаке Чернак, недалеко от города Туркестан; в семье было пять детей. В 1911 году умерла мать, в 1914 г. — отец, до совершеннолетия воспитывался в семье двоюродного брата Баймета. В 1919 году поступил в советскую школу, продолжая учиться в старой школе (мактаб) у муллы Артыкбай-суфи: в утреннюю смену посещал школу, а вечером шёл учиться в старый мактаб.
Абдусамат с братом выполняли обязанности технических секретарей, сначала батраккома, затем сельсовета и партийной ячейки. В 1922 году вступил в комсомол, активно работал среди молодёжи, привлекая сверстников в школу для ликвидации безграмотности. В 1927—1928 годы во время организации колхозов стал секретарём сельсовета (кишлачного совета) как относительно грамотный, окончивший начальную школу.
В 1929 году окончил 3-месячные агрохимические курсы в Ташкенте. Вернувшись в свой родной Чернак, проводил мероприятия по борьбе против вредителей хлопчатника, в результате колхоз им. Фрунзе занял первое место и в качестве награды получил сельхозинвентарь: железные сохи, сеялки и бороны.
В 1930 году поступил в Средне-Азиатский Индустриально-хлопко-маслобойно-механический техникум в Ташкенте. Летом 1932 года в числе 100 комсомольцев был мобилизован на 3 месяца в Таджикистан на борьбу с бандитизмом.
В 1932 году поступил в планерную школу при Осоавиахиме республики. Днем учился в техникуме, а вечером проходил теоретическую учёбу планеристов. Летом 1933 года вместо того, чтобы поехать на завод на практику, он поехал летать на планере, за что директор техникума грозился отдать его под суд, но впоследствии объявил ему строгий выговор.

### Балашовская авиационная школа
Осенью 1933 года был принят в 3-ю Объединённую школу пилотов и авиационных техников ГВФ, оказавшись единственным узбеком среди более чем двух тысяч курсантов. Его инструктором был лётчик Константин Иванович Карташов, уроженец Джамбула (впоследствии работал в Ташкентском аэропорту).

### Работа в Ташкенте до войны
В 1935—1941 годах работал в ГВФ. С началом войны командовал учебной эскадрильей. Перегонял на фронт самолёты «Ли-2» с Ташкентского Авиазавода № 84.
С 1936 года — лётчик III класса в Ташкенте, первый лётчик-узбек в истории авиации Узбекистана. С осени 1936 г. до 15 января 1937 обучал лётному делу группу в аэроклубе, в её составе были и девушки — первые парашютистки-узбечки Акила Атаулаева, Башарат Мирбабаева и Бибиниса Балтабаева (ставшая впоследствии супругой Абдусамата).
Летал на линиях, связывающих областные центры республики, также в Киргизию, Таджикистан, Туркменистан и Казахстан. Организовывал новые аэродромы в районных центрах и новые линии по доставке почты. К 1940 году летал на многих типах одно- и многомоторных самолётов: У-2, Р-5, П-5, ПР-5, Г-2, ПС-9, Стал-3, Як-12, УТ-2.
В марте 1941 года назначен командиром учебной эскадрильи по подготовке лётчиков в посёлке Сыр-Дарья.

### Великая Отечественная война
За 1941—1942 годы подготовил 71 лётчика. Просьбу об отправке на фронт не удовлетворили. В 1943 году освоил новый двухмоторный Ли-2i.
В феврале 1944 года вторая просьба об отправке на фронт была удовлетворена: направлен в действующую армию, в 10-ю гвардейскую авиационную дивизию, которая базировалась недалеко от Москвы. В течение 1944 года выполнил 109 боевых вылетов — все в ночное время и за линию фронта, в глубокие тылы врага, по десантированию разведчиков, снабжению партизанских отрядов. В составе экипажа были второй пилот Пётр Гордиенко, штурман Николай Александрович Смирнов, бортмеханик Иван Демин, бортрадист Михаил Калинкин.
Затем экипаж А. Тайметова и экипаж Д. И. Барилова были перебазировали в г. Ровно, позже — в Люблин, где они выполняли полёты по заданию штаба польского партизанского движения под командованием полковника С. О. Притицкого. В конце года за более чем 60 боевых вылетов А. Тайметов был награждён орденом Отечественной войны II степени и польским орденом «Virtuti Militari».
9 мая 1945 года входил в состав экипажа, доставившего в Москву Акт о безоговорочной капитуляции Германии и Знамя Победы.

### После войны
После войны работал в ГВФ. Был командиром 161-го авиаотряда, начальником Ташкентского аэропорта. В 56 (!) лет окончил юридический факультет ТашГУ, работал главным юрисконсультом Узбекского Управления Гражданской Авиации СССР.
Внук — Бабур Тайметов, родившийся после смерти деда, погиб 14 сентября 2008 года в авиакатастрофе в Перми.

## Награды
- Орден Боевого Красного Знамени (1944).
- Орден Отечественной войны II степени (1945).
- Орден Virtuti Militari (За воинскую доблесть, Польша) II степени (1944).
- Медали СССР, среди которых «За боевые заслуги» и «За доблестный труд».
- Медаль «Партизану Отечественной войны» 1-й степени[5]